# Hlívovník olivový
Hlívovník olivový neboli hlíva olivová (Omphalotus olearius (DC.) Singer 1948) je vzácná teplomilná jedovatá houba. Na území České republiky roste jen na teplých stanovištích, obvykle na mrtvém dřevu listnáčů.

## Taxononomie
Mezi autory panují určité rozpory co do pojetí druhu Omphalotus olearius a jeho vztahu k druhu Omphalotus illudens. Některými autory je mezi oběma druhy rozlišováno mj. na základě geografického rozšíření. Někteří autoři také považovali oba taxony jen za variety jednoho druhu. Molekulární studie prokázaly, že jde o dva samostatné a jasně vymezené druhy a dále, že se areál jejich rozšíření v některých zemích překrývá.

## Vzhled

### Makroskopický
Plodnice jsou uspořádány v trsech. Klobouky dosahují 50–150 milimetrů v průměru, jsou vyklenuté s prohloubeným středem (někdy s hrbolkem). Okraje mají podvinuté, zvlněné. Zbarvené jsou zářivě žlutooranžově s rezavohnědým žíháním nebo skvrnami.
Lupeny zlatožluté až oranžové, nízké, husté, sbíhající na třeň. Lupeny mohou ve tmě modrozeleně světélkovat. Tento úkaz se neprojevuje vždy a několik hodin po utržení plodnice ustává. Přestože je tato houba na území České republiky známa od roku 1910, byl tento jev na tuzemských sběrech pozorován poprvé v roce 1943.
Třeň dosahuje 60–180 × 7–25 milimetrů, k bázi se vřetenovitě zužuje. Povrch je zbarvený podobně jako klobouk.
Dužnina v klobouku je načervenale žlutavá, ve třeni světle žlutá. Chuť má mírnou, vůni moučnou až žluklou.

### Mikroskopický
Výtrusy mají 5–7 × 4–6 μm, jsou téměř kulovité. Dužnina obsahuje nápadné světlolomné hyfy.

## Výskyt

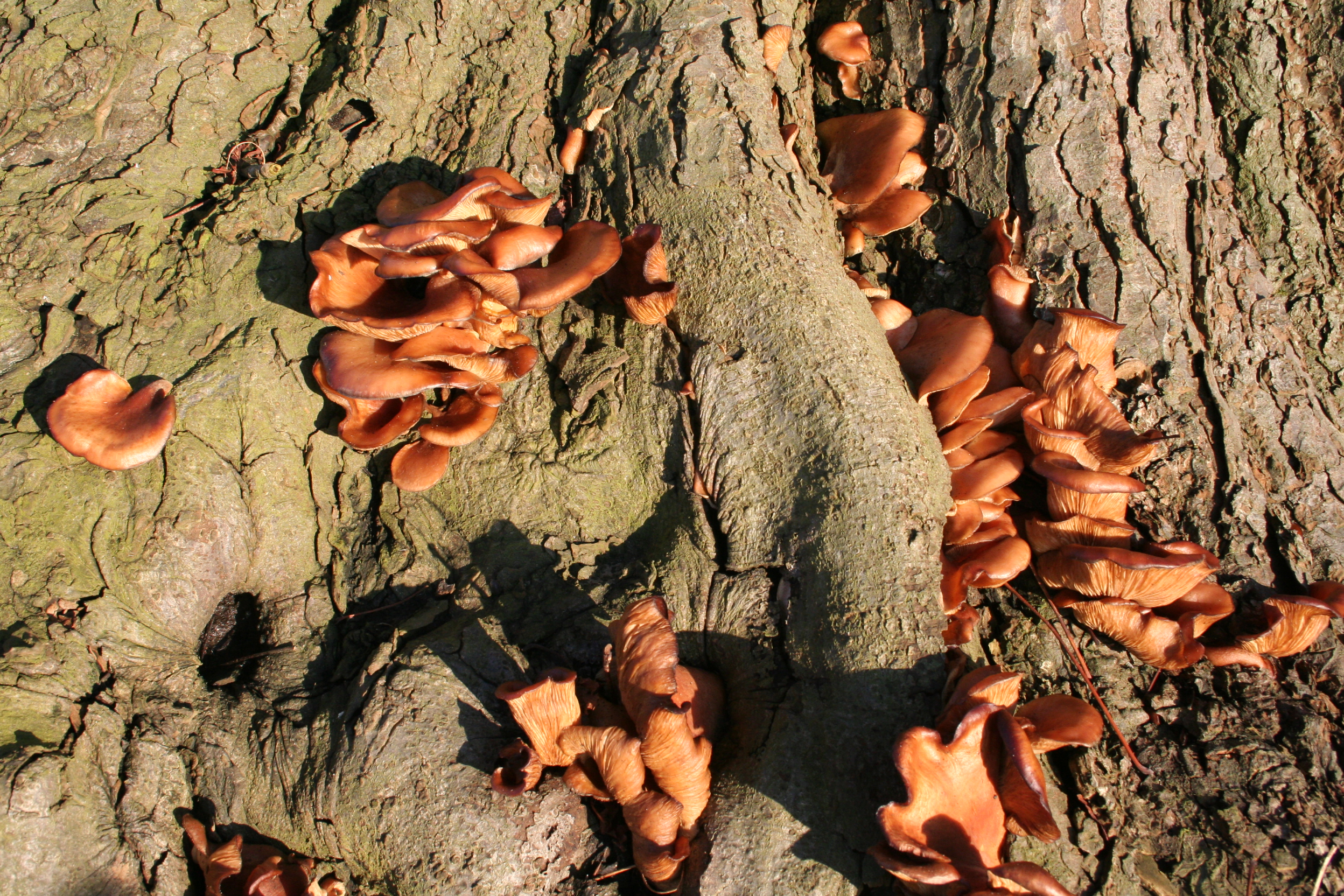
Trsy na bázi stromu

Ve Středomoří, kde je hlívovník olivový hojnější, roste především na olivovníku. Ve střední Evropě se vyskytuje vzácně na teplých až velmi teplých lokalitách, především v nížinách, případně na jižních expozicích nebo místech s teplým mikroklimatem v pahorkatinách. Roste z mrtvého, často zanořeného dřeva listnáčů. Objevuje se na dubech, kaštanovníku, habru a vzácněji i jiných listnáčích (bříza, javor, lípa, švestka). Fruktifikuje od července do října, nejvíce od srpna do poloviny září.

## Rozšíření
Roste v Evropě. Biomolekulární studie potvrdily, že alespoň část sběrů z Itálie, Francie, Chorvatska, Maďarska a Spojeného království přísluší tomuto druhu.
V rámci České republiky byly publikovány nálezy mimo jiné z oblasti následujících chráněných území:
- Divoká Šárka[7] (Praha)
- Háj u Louky[8] (okres Hodonín)

## Jedovatost
Hlívovník olivový je středně jedovatý. Příznaky otravy se objevují několik hodin po konzumaci, projevují se gastrointestinálními potížemi - zvracením, případně průjmem. Otrava po několika hodinách odeznívá, rekonvalescence trvá několik dní.

## Galerie

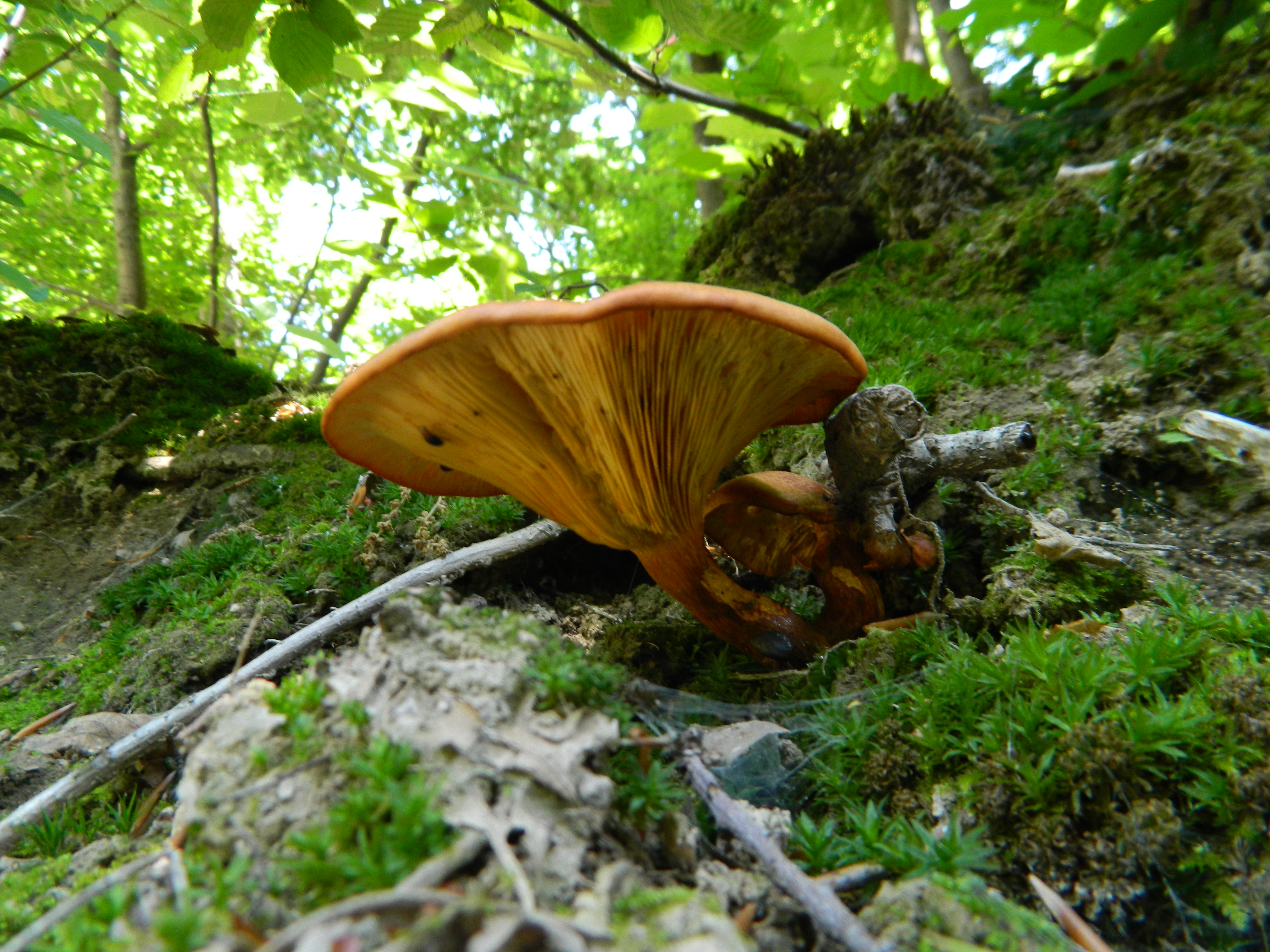
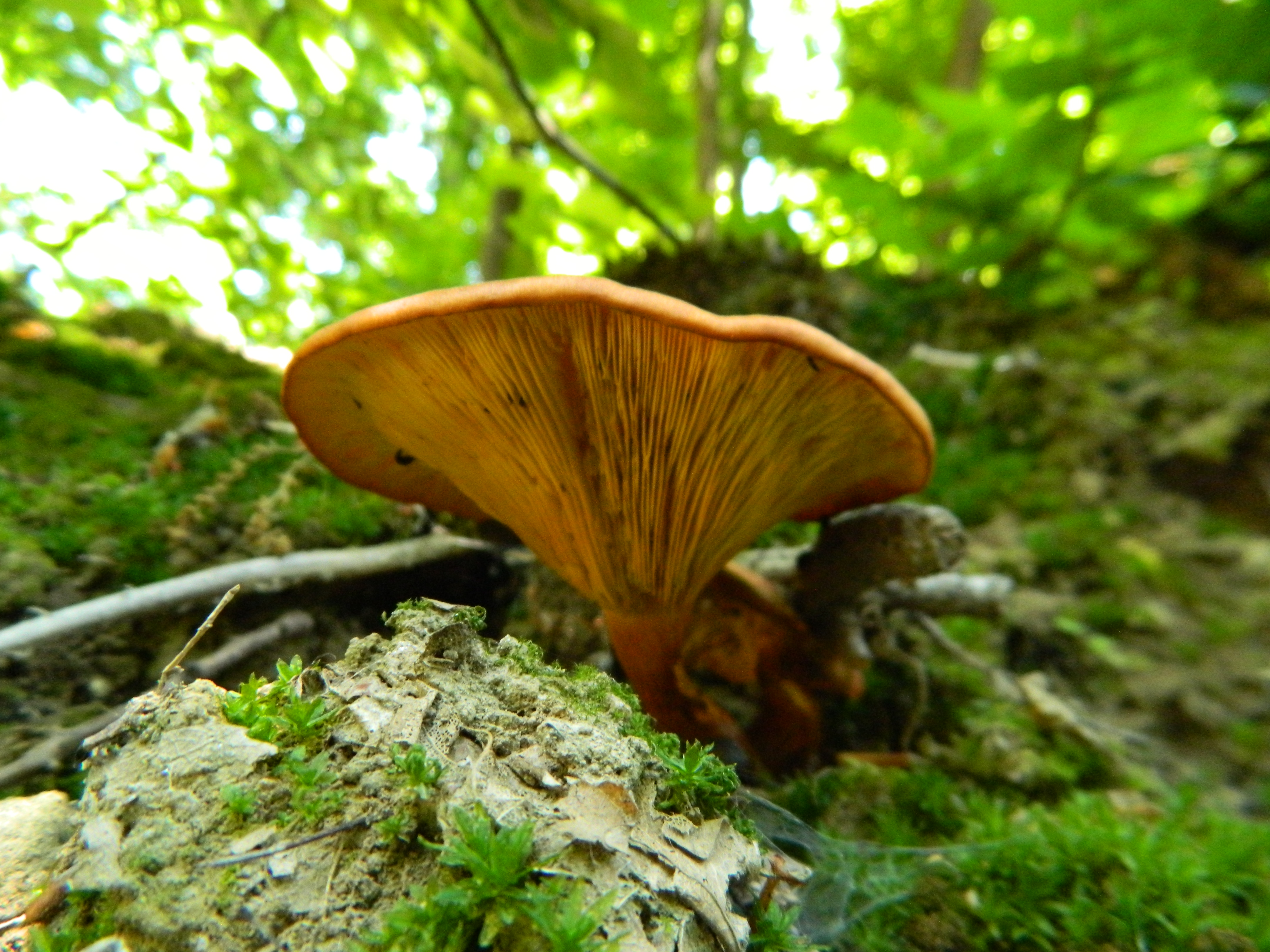
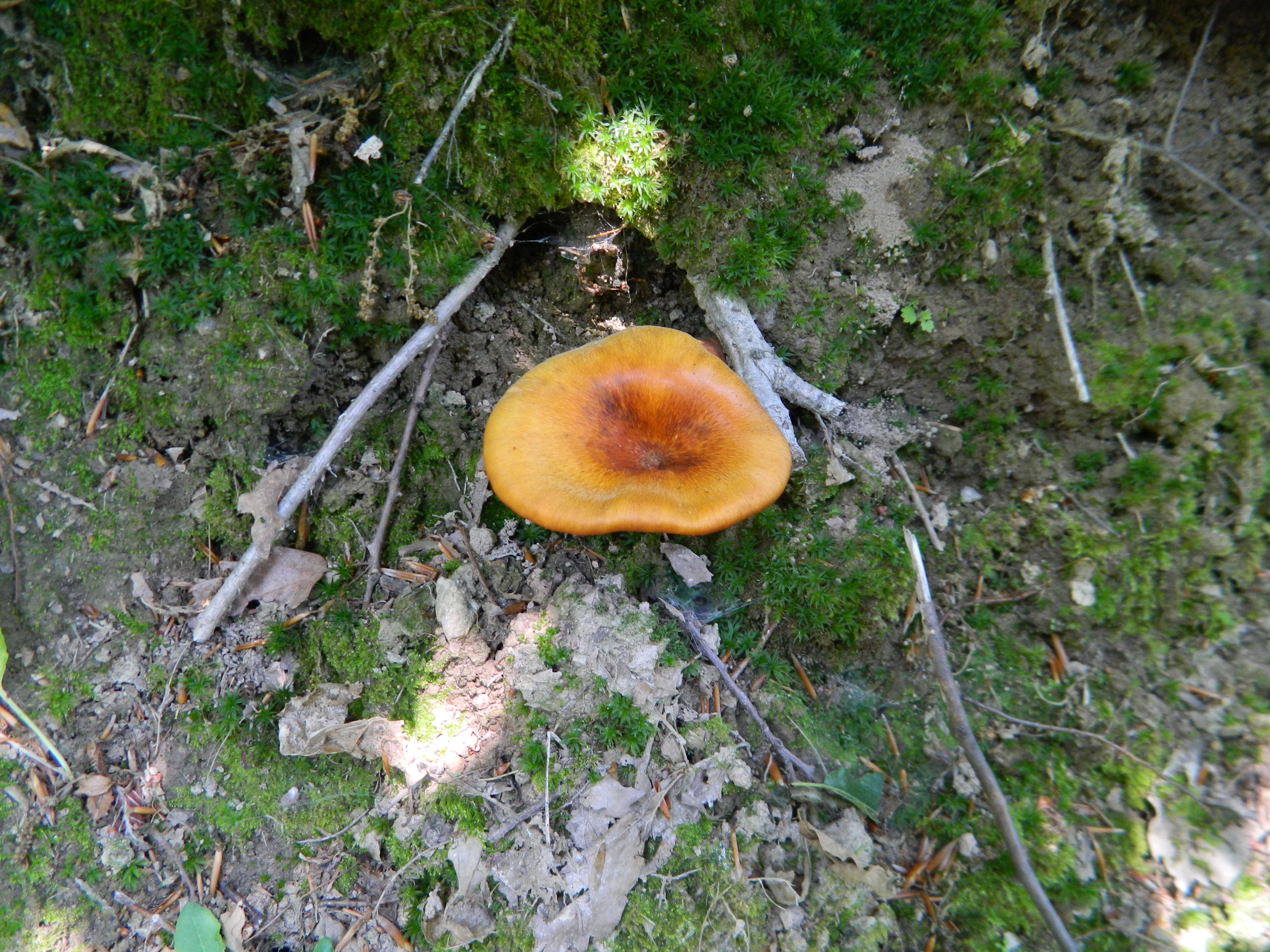
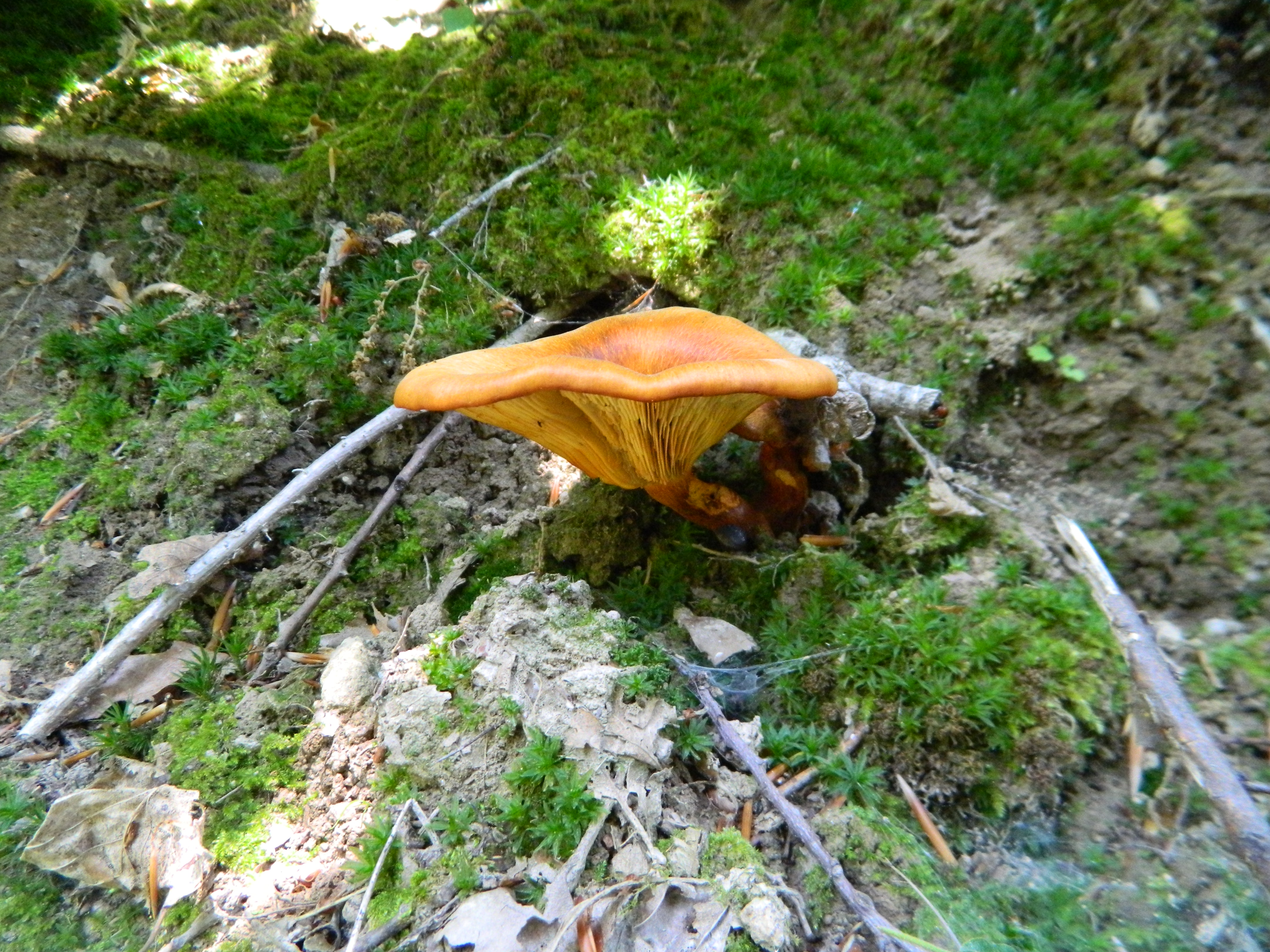
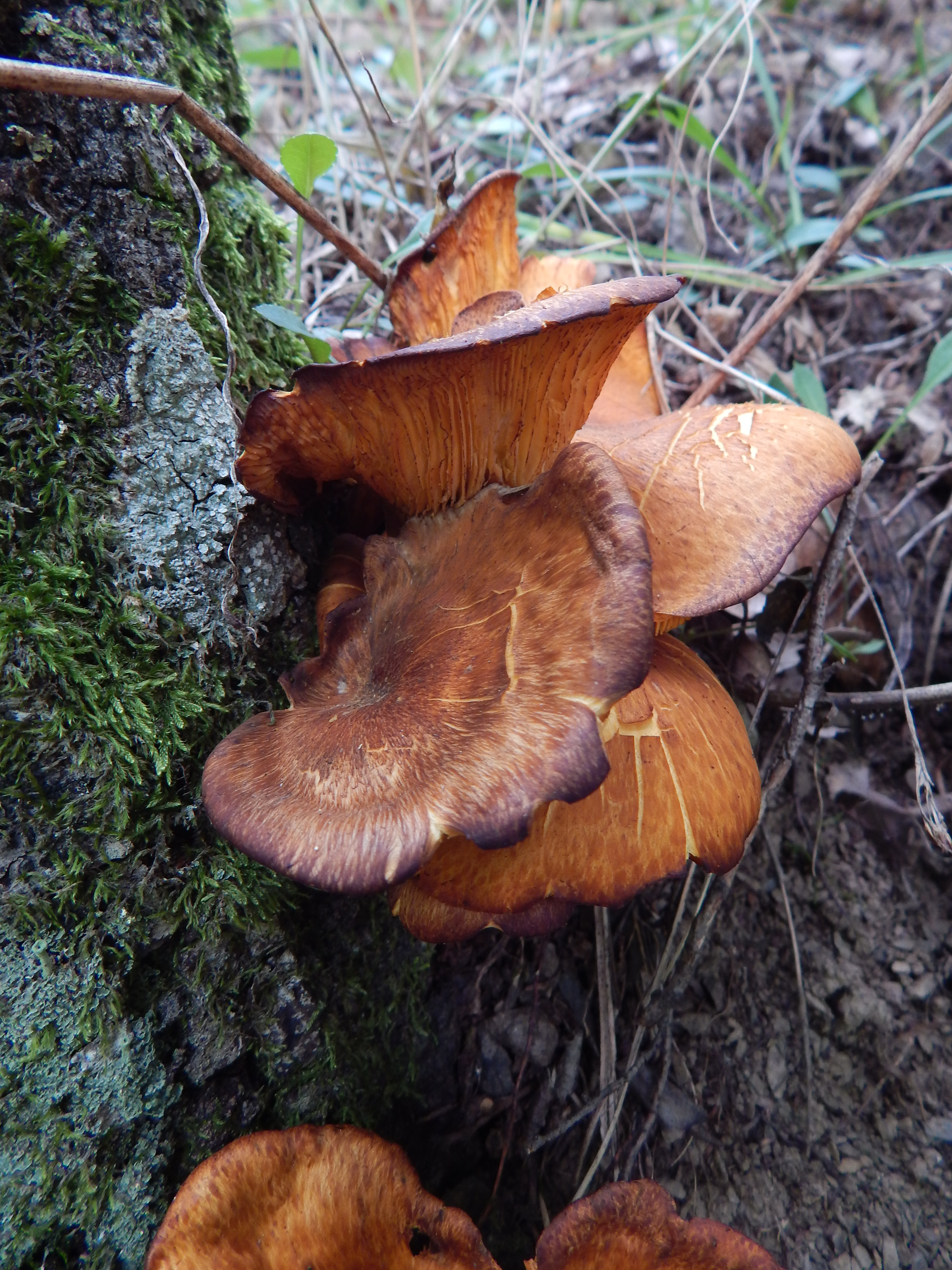